# Graça Reis
Graça Reis, accreditata anche solo come Reis (Salvador Bahia, ...), è un soprano brasiliano.
Studia canto all'Università di Salvador. Dopo il diploma, nel 2000, ottiene una borsa di studio per proseguire la specializzazione a Berlino, dove studia con Turid Karlsen.
Canta come solista con l’Orquestra Sinfonica da Bahia e con l'orchestra dell’Università Federale di Bahia (Mahler, Mozart, Verdi, Villa-Lobos) e canta in varie opere in Brasile (Madama Butterfly, Hänsel e Gretel, Il flauto magico) e nell'opera Rei Brasil, a Salvador, evento di punta per i festeggiamenti dei 500 anni del Brasile, con la partecipazione di un'orchestra di percussioni baiane, cantanti pop, attrici, ballerini, coro e orchestra sinfonica diretta da Pino Onnis. 
Nel 2000 registra un CD per voce e piano con brani inediti di Silvio Deolino Froes, compositore baiano degli inizi del Novecento.
Nel 2001 partecipa come protagonista all'opera contemporanea Pahi Tuna, di Leonardo Vincenzo Boccia, basata su una leggenda degli indigeni brasiliani. Sempre nel 2001, partecipa a 5 Operas de Bolso al Teatro Vila Velha (cinque opere brevi composte da cinque compositori differenti).
Con il recital Vozes, Cantigas e Risos compie una stagione di concerti al Teatro Vila Velha.
Nel 2002 esordisce al Teatro Mercadante di Napoli nel programma Brizzi do Brasil, dividendo la scena con Daniele Sepe. Dopo tale esperienza si dedica anche alla musica world e alla musica popolare creativa, diventando la cantante del gruppo Aço do Açúcar, con una serie di concerti in Brasile e in Europa. Nel 2003, in una stagione di concerti al Teatro XVIII, in Salvador, canta con Caetano Veloso, Arnaldo Antunes, Virgínia Rodrigues, Margareth Menezes e Zeca Baleiro, e a San Paolo, al Festival Sons do Exilio. 
Con Aço do Açúcar, stagione di concerti al Teatro Vila Velha, con la direzione di Marcio Meirelles, nel 2003 e 2004. Tour in Italia e Francia con concerti all'Aterforum a Ferrara, al Festival GMEM a Marsiglia, al club La Palma di Roma, ecc.
Nel 2004 registra il brano Pelas nuvens per il disco Assobio da cobra di Manuel Paulo lanciato dalla EMI Portugal.
Nel 2005 esce il CD Aço do Açucar con il repertorio originale del gruppo.
Nel 2005 partecipa a Mambo Mistico, musical di Alfredo Arias e Aldo Brizzi prodotto dal Théâtre de Chaillot di Parigi e rappresentato 55 volte tra Nantes, Parigi e Marsiglia.
Nel 2007 ha registrato con Eugenio Bennato la canzone Lua Napolitana per il disco di Bennato Sponda Sud.
Dal 2007 lavora a un ciclo di canzoni per voce ed elettronica che tra il 2008 e il 2011 divengono concerti multipiattaforma di mixed realities con Aldo Brizzi (contemporaneamente sia sul palco tradizionale sia con interazioni video operate a distanza via internet). Oltre ai concerti televisivi in Brasile, Messico, Egitto, USA, segnaliamo le performance all'Auditorio Nacional a Città del Messico, a Santiago del Cile, a La Paz in Bolivia, Oi Futuro Ipanema di Rio de Janeiro, al TCA a Salvador, al BDB a San Paolo, all'Oxident a Berlino, alla Teatro Galleria Toledo di Napoli, al Festival Gmem a Marsiglia, alla Queen Elizabeth Hall e al Ronnie Scott's a Londra, a Palazzo Ducale a Milano, all'Opera del Cairo, al Castello di Rivoli, in una tournée in Charente Maritime, per concludersi con le registrazioni nei GRM Studios di Parigi e con una serie di video in 3D prodotto da 3DAlliance a Bologna.
Nel 2009 è prima classificata (tra 1666 band partecipanti) alla selezione del concorso nazionale brasiliano "Conexão Vivo" della compagnia di cellulari Vivo.
Dal 2010 vive in Italia.
Nel 2012 è la protagonista dell'opera multimedia Alter, un progetto sulla migrazione, memoria e identità che viene eseguita in otto città francesi nell'agosto dello stesso anno.
Nel 2014 è Nana nell'opera di Aldo Brizzi Gabriel et Gabriel presentata a Parigi con la regia di John Dew.
Nel 2015 presenta concerti con il fisarmonicista Gianni Coscia e la pianista Silvia Belfiore (musiche di Villa-Lobos, Gershwin, Weill, Jobim, Brizzi) e partecipa a concerti di musica spirituale da Palestrina all'India a Scelsi con Raghunath Manet, Andrea Ceccomori e Rohan de Saram. Sempre nel 2105 esegue i Wesendonck-Lieder di Wagner a Nizza per il Cercle International.
Nel 2016-17 è protagonista dell’opera Treemonisha di Scott Joplin (a Salvador e a Lisbona con il Núcleo de Ópera da Bahia). Nello stesso anno partecipa alla turnée "Preludio" del Núcleo de Ópera da Bahia con Gilberto Gil e Aldo Brizzi eseguendo parti da solista al Barbican, Casa Finlandia, Baloise Session, Teatro Francesco Cilea di Reggio Calabria e RAI di Milano.
Nel 2019 canta il Requiem di Mozart a Torino, Poulenc e Villa-Lobos a Firenze 
Nel 2019 è Oxum e a Dona do Tempo in "Opera dos Terreiros" di Aldo Brizzi e Jorge Portugal al Théâtre Sainte Marie d'en bas a Grenoble e al Festival Nuova Consonanza di Roma, nel 2020, in diretta televisiva, alla Concha Acústica di Salvador, nel 2022 al Theatro da Paz di Belém, nel 2023 nuovamente a Salvador.
Nel 2021 e 2022 è Maria in Jelin, un'opera comica in due atti di Aldo Brizzi, sullo sfondo degli avvenimenti magici, storici e religiosi dell'anno zero. 
Nel 2022 è Pamina nel Flauto magico di Mozart, nella produzione del Nucleo de Ópera da Bahia, a Salvador.
Nel 2022 esce il CD de "Oratório de Santo Antônio", otto brani, derivati da canti devozionali luso-brasiliani". Il disco è realizzato dal Núcleo de Ópera da Bahia.
Nel 2022 è Sakhi "Amor Azul",  opera di Aldo Brizzi e Gilberto Gil, eseguita all'Auditorium de Radio France, a Parigi, con  l'Orchestra Filarmonica e il coro di Radio France.

## Discografia essenziale
- Silvio Deolino Froes, CD, Graça Reis voce, Fernando Lopes e Paulo Gondim, UFBA, 2000
- Aço do Açúcar,  CD Indipendente/Brasil, 2005
- Reis, EP, WorldMediaVision Mexico, 2008
- Oratório de Santo Antônio, canti devozionali luso-brasiliani nelle ricreazione di Aldo Brizzi, CD e digital release, CD Música Mundi, Brasile 2022